# Bangs' struikgors
De Bangs' struikgors (Arremon basilicus) is een zangvogel uit de familie Emberizidae (gorzen).

## Verspreiding en leefgebied
Deze soort komt voor in het Santa Martagebergte in noordoostelijk Colombia.